# ハンス・エーリヒ・ノサック
ハンス・エーリヒ・ノサック（Hans Erich Nossack、1901年1月30日 - 1977年11月2日）は、ドイツの小説家。ハンブルク大空襲の体験を始め、社会的・神話的な主題の作品を多く書いた。

## 経歴
ハンブルク生まれ。父は南アメリカで財をなした貿易商、母は名家クレーンケ家出身という裕福な環境に育つ。7歳の時にスケートで怪我をし、歩行に不自由をきたすようになる。少年時代は、父の蔵書にあったフリードリヒ・ヘッベルの日記を愛読し、16歳の時にヨハン・アウグスト・ストリンドベリに圧倒され、文学を志す。1918年にギムナジウムを卒業、イェーナ大学法学部入学、言語学と法律学を学ぶ。学生結社コーア・テューリンギア・イェーナ (Corps Thuringia Jena) に加入するが、決闘で頬に傷を作ったことを機会に、ブルジョワ階級の因襲を拒否し、父からの仕送りも断ってガラス工場の工員として働き始める。インフレ社会の中で1923年に結婚、また共産党にも入党し、革命運動にも参加した。またロシア革命を題材にした戯曲『イルニン』（上演はされなかった）など文学作品の執筆を行う。1929年には父の会社でブラジルに赴くが数か月で帰国し、翌年共産党に再入党。1933年にナチス政権が生まれ、ノサックは執筆停止処分とされ、警察による家宅捜索も受ける。これをきっかけに父の貿易会社に入り、次第に要職に就くようになりながら、『ノイエ・ルントシャウ』(Neue Rundschau) 誌で詩の発表を行う。

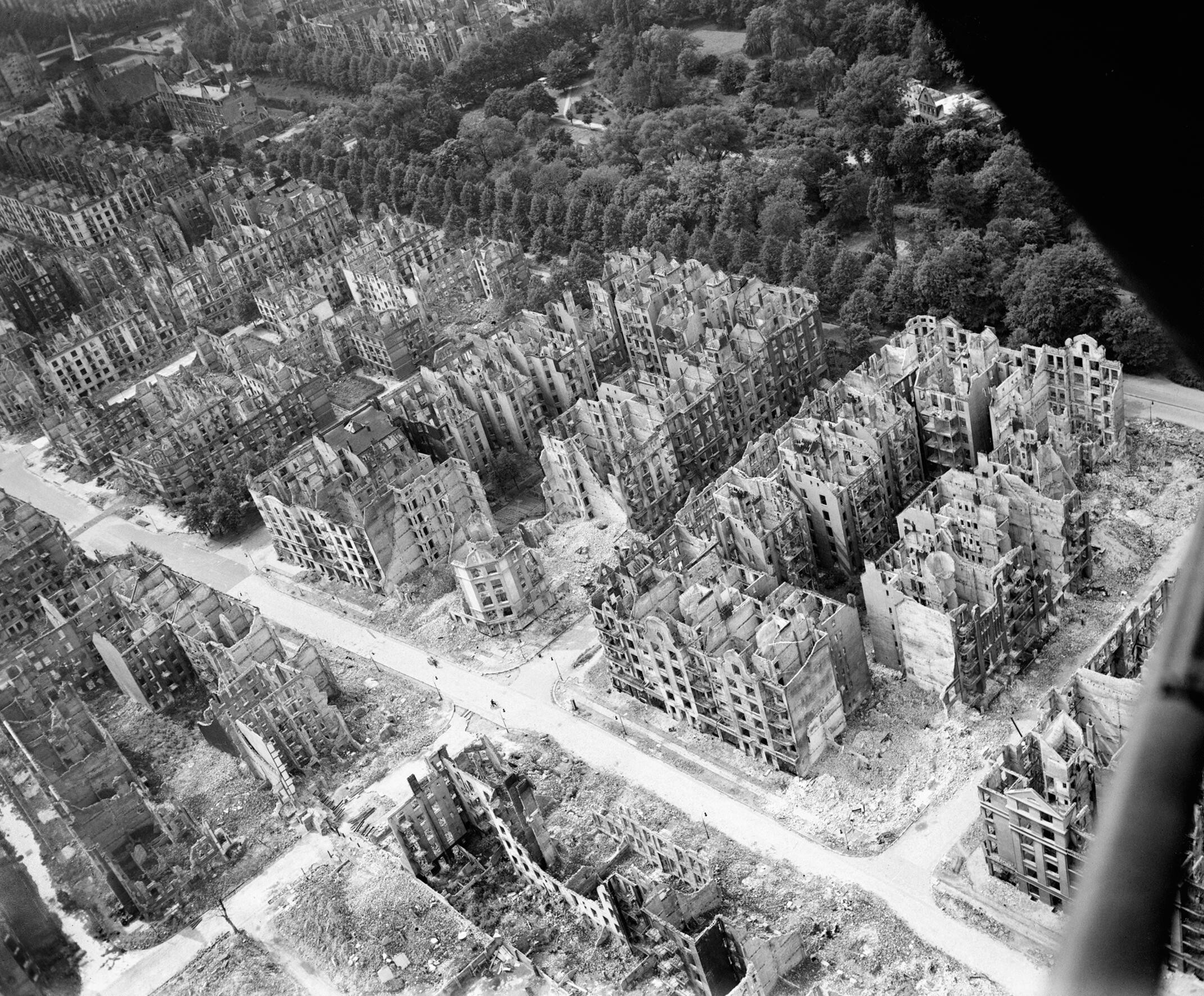
空襲後のハンブルク

1943年7月、休暇でハンブルク近くの村にいた間にハンブルクの大空襲が起き、書き溜めていた原稿や日記が焼失。この中で空襲の体験を描いたルポルタージュ風の作品『滅亡』を執筆、この作品で自信を得て、戦後「人間についての火星人の報告」(Bericht eines Marsbewohners über die Menschen) などの短篇を地方新聞に発表。1947年『死者への手向け』、1948年に短編集『死神とのインタヴュー』を出版。この2冊がジャン＝ポール・サルトル主宰の雑誌『レ・タン・モデルヌ』で認められ、フランスでの評価を高める。またドイツ敗戦後の「廃墟の文学」の作品として評価され、1950年代から作家専業となって、長篇『遅くても十一月には』『弟』などを発表。『遅くても十一月には』で1957年ドイツ工業連合文化賞受賞。1961年にゲオルク・ビューヒナー賞受賞。
1956年にアウクスブルクに近いアイシュテッテンに移る。60年代には『わかっているわ』『ダルテスの場合』などを発表。1963年にダルムシュタット、1965年からフランクフルト・アム・マインに住む。1975年に最後の作品『幸福な人間』を発表。1976年に75歳の誕生日を祝って、代表的な散文や手紙、詩を集めた文集『このうちなる他者』が刊行された。ハンブルクにて没。

## 作品
- 『詩集』Gedichte 1947年
- 『死者への手向け』Nekyia. Bericht eines Überlebenden 1947年
- 『死神とのインタヴュー』Interview mit dem Tode 1948年（短編集、一時『ドローテア』Dorothea に改題）
- 『カインの一党』Die Rotte Kain 1949年（劇、戦時中に執筆し、失われていたと思われた草稿の出版）
- 『遅くとも十一月には』Spätestens im November 1955年
- 『物好き』Der Neugierige 1955年（中編）
- Die Begnadigung 1955年
- 『本稽古』Die Hauptprobe. Eine tragödienhafte Burleske mit zwei Pausen 1956年（劇）
- 『螺旋 眠れぬ夜のロマン』Spirale. Roman einer schlaflosen Nacht 1956年（短編集、「影の法廷」Unnögliche Beweisaufnafme 所収）
- Die Hauptprobe 1956年
- Begegnung im Vorraum 1958年
- 『弟』Der jüngere Bruder 1958年
- 『最後の叛乱の後に』Nach dem letzten Aufstand. Ein Bericht 1961年
- 『椿事』Ein Sonderfall 1963年（劇）
- 『ルキウス・ユーリヌスの遺書』Das Testament des Lucius Eurinus 1963年
- Ein Sonderfall 1963年
- 『わかっているわ』Das kennt man 1964年
- Sechs Etüden 1964年
- Das Mal u. Andere Erzählungen 1965年
- 『文学という弱い立場』Die schwache Position der Literatur 1966年（評論・講演集）
- 『ダルテスの場合』Der Fall d'Arthez 1968年
- 『未知の勝利者に』Dem unbekannten Sieger 1969年
- 『疑似自伝的注解』Pseudoautobiographische Glossen 1971年
- 『盗まれたメロディー』Die gestohlene Melodie 1972年
- 『待機 疫病に関する報告』Bereitschaftsdienst. Bericht über die Epidemie 1973年
- Der König geht ins Kino 1974年
- Um es kurz zu machen 1975年
- 『幸福な人間』Ein glücklicher Mensch 1975年
- Dieser Andere 1976年
- Die Tagebücher 1943-1977 1997年
- Geben Sie bald wieder ein Lebenszeichen. 2001年

### 日本語訳
- 『影の法廷・ドロテーア』川村二郎・松浦憲作訳 白水社 1963年
- 『おそくとも十一月には』野村琢一・河原忠彦訳 白水社 1966年
- 『わかっているわ』中野孝次訳 河出書房 1970年
- 『幻の勝利者に』小島衛訳 新潮社 1970年
- 『新集世界の文学42 ゼーガーズ／ノサック』中央公論社 1971年（川村二郎訳「死者への手向け」、飯吉光夫訳「配電盤」「標柱」）
- 『文学という弱い立場』青木順三訳 晶文社 1972年
- 『盗まれたメロディー』中野孝次訳 白水社 1974年
- 『集英社版世界の文学20 ノサック』集英社 1977年（中野孝次訳「弟」、圓子修平訳「ルキウス・エウリヌスの遺書」、小栗浩訳「待機」）
- 『死神とのインタヴュー』神品芳夫訳 岩波書店 1987年
- 『ブレックヴァルトが死んだ』香月恵里訳 未知谷 2003年

## 受賞歴
- 1957年 ドイツ工業連合文化賞
- 1961年 ゲオルク・ビューヒナー賞
- 1963年 ヴィルヘルム・ラーベ賞
- 1973年 プール・ル・メリット勲章
- 1973年 アレクサンダー・ツィン賞
- 1974年 ドイツ連邦共和国功労勲章